# Кампате (Кампобасо)
Кампате је насеље у Италији у округу Кампобасо, региону Молизе.
Према процени из 2011. у насељу је живело 28 становника. Насеље се налази на надморској висини од 712 м.